# Ягодзиньский, Анджей
А́нджей Ягодзи́ньский (пол. Andrzej Jagodziński; род. 4 августа 1953, Гарбатка-Летниско) — польский джазовый пианист.

## Биография
Анджей Ягодзиньский окончил Варшавскую академию музыки имени Фредерика Шопена по классу валторны. Некоторое время он играл на валторне в симфоническом оркестре Польского радио. Примерно в это же время Ягодзиньский начал выступать как джазовый пианист. В 1979 году он принял участие в джазовом фестивале «Złota Tarka» и получил первую премию в номинации «Лучший джазовый пианист года».
Там же Ягодзиньский познакомился с трубачом Генриком Маевским, предложившим молодому пианисту творческое сотрудничество. Впоследствии он неоднократно выступал с ансамблями Маевского «Old Timers» и «Swing Session». На протяжении своей творческой карьеры Анджей Ягодзиньский сотрудничал со многими известными джазовыми коллективами и исполнителям Польши: ансамблями «String Connection», «Big Warsaw Band», «Quintessence» и «Polish All Star», саксофонистами Збигневом Намыловским, Томашем Шукальским, Генриком Мискевичем, Янушем Муньяком и Яном Врублевским. С 1981 года пианист регулярно работает с певицей Евой Бем.
В начале 1990-х годов Анджей Ягодзиньский основал собственное джазовое трио, в которое, помимо самого пианиста, вошли контрабасист Адам Цегельский и ударник Чеслав Бартковский. Важное место в репертуаре этого трио занимают джазовые обработки музыки Фредерика Шопена, сделанные самим Ягодзиньским. Эти работы пианиста часто сравнивают с работами другого известного интерпретатора классической музыки в джазовой обработке — француза Жака Лусье. Дискография трио в настоящий момент насчитывает двенадцать компакт-дисков, шесть из которых полностью посвящены музыке Шопена. Несколько дисков записаны трио совместно с итальянским пианистом Джованни Мирабасси. В этих записях сам Ягодзиньский играет также на аккордеоне.
Гастроли Анджея Ягодзиньского прошли во многих странах мира, он принимал участие в наиболее значимых джазовых фестивалях Европы. В 2005 году министерство культуры Польши во главе с Вальдемаром Домбровским наградило пианиста бронзовой медалью «Gloria Artis» за заслуги в области культуры.